# Cámbiame
Cámbiame és un programa de televisió dedicat al canvi d'imatge. El format, presentat per Carlota Corredera, està produït per la Fábrica de la Tele i s'emet a Telecinco des del 15 de juny de 2015.

## Història
A principis de l'any 2015, a causa de l'èxit dels formats nord-americans de canvi d'imatge emesos pel canal Divinity, Mediaset Espanya es va plantejar engegar un programa d'aquest estil, recuperant així l'esperit d'antics formats com Cambio Radical o El Patito Feo (Antena 3). Així, al febrer, el grup de Fuencarral va donar llum verda a un pilot per part de la productora La Fábrica de la Tele.
Després de diversos mesos sense notícies rellevants, encara que amb nombroses promocions i informació del període de selecció de participants a través del programa Sálvame, a l'abril va ser seleccionat en l'edició 2015 del MIP TV de Cannes com un dels millors formats de factual i d'entreteniment. Més tard, al maig, es va anunciar que Marta Torné seria la presentadora i que Cristina Rodríguez i Pelayo Díaz serien dos dels tres estilistes i membres del jurat. Poc després, es va confirmar a Natalia Ferviú com a última membre de l'equip d'estilistes del programa.
Finalment, una vegada acabats els preparatius, Telecinco i Divinity van estrenar simultàniament Cámbiame el dilluns 15 de juny de 2015 a les 14:20 hores, mantenint-se en emissió diària a través del canal principal de Mediaset Espanya.
Després de tres setmanes d'emissió Telecinco va confirmar que portaria el programa al prime time de la cadena amb el nom de Cámbiame Premium, amb presentador i jutges diferents als de la versió diària. A més, s'emetria en directe i comptaria amb canvis físics i de l'entorn del participant.
El programa va celebrar la seva emissió número 100 canviant a tota una familia.

## Format
L'espai compta amb una passarel·la mecànica de deu metres, la qual uneix la porta d'entrada amb la zona del jurat. Durant seixanta segons, mentre arriben cap al jurat en la cinta transportadora, els participants hauran de convèncer-los amb les seves històries per aconseguir ser "canviats". Si un d'ells acciona el polsador, la passarel·la, que disposa d'una il·luminació verda en els seus extrems, es tornarà de color groc; si ho accionen dos, es tornarà taronja, i si ho fan els tres, es posarà vermella i es detindrà, la qual cosa significarà que el jurat ha decidit no canviar a aquest/a participant. Per contra, si no oprimeixen el botó, el concursant haurà de triar al membre del jurat que vol que modifiqui el seu estil, tret que únicament quedi un sense prémer-ho, que serà qui iniciï el procés de transformació.
Després arriba el canvi de look, on es veu el procés de transformació (roba, sabates, maquillatge i fins i tot tatuatges o infiltracions), encara que no es veu el resultat fins al final. A més, també es coneix la història del participant a través dels testimoniatges d'amics o familiars. Finalment, la cinta del plató es torna a engegar per rebre l'escollit. A banda i banda de la passarel·la s'esperen els familiars que són testimonis de com el protagonista veu el seu canvi d'imatge a través d'un gran mirall.

## Equip
Presentadors
- Carlota Corredera (2017-present)
- Marta Torné (2015-2017)

Estilistes
- Cristina Rodríguez. Actriu, presentadora, figurinista i encarregada de vestuari en cinema, teatre i televisió.
- Natalia Ferviú. Directora creativa, editora de moda, DJ, it-girl.
- Pelayo Díaz. Model i bloguer. Ha treballat amb signatures com Alexander McQueen (McQ) i David Delfín.